# Ard al-Wata
Ard al-Wata – wieś w Syrii, w muhafazie Latakia. W 2004 roku liczyła 694 mieszkańców.